# Coppa del Mondo maschile di pallavolo 1969
La II Coppa del Mondo di pallavolo maschile si svolse a Berlino Est, Halle e Lipsia, nella Repubblica Democratica Tedesca, dal 13 al 20 settembre 1969. Al torneo parteciparono 12 squadre e la vittoria finale andò per la prima volta alla Germania Est.

## Classifica finale
| Posiz | Nazione                 |
| ----- | ----------------------- |
|       | Germania Est            |
|       | Giappone                |
|       | Unione Sovietica        |
| 4     | Bulgaria                |
| 5     | Cecoslovacchia          |
| 6     | Brasile                 |
| 7     | Romania                 |
| 8     | Polonia                 |
| 9     | Cuba                    |
| 10    | Germania Ovest          |
| 11    | Tunisia                 |
| 12    | Germania Est (juniores) |

| Campione Coppa del Mondo 1969 |
| ----------------------------- |
| Germania Est 1º titolo        |